# Barszczewo (gromada)
Barszczewo – dawna gromada, czyli najmniejsza jednostka podziału terytorialnego Polskiej Rzeczypospolitej Ludowej w latach 1954–1972.
Gromady, z gromadzkimi radami narodowymi (GRN) jako organami władzy najniższego stopnia na wsi, funkcjonowały od reformy reorganizującej administrację wiejską przeprowadzonej jesienią 1954 do momentu ich zniesienia z dniem 1 stycznia 1973, tym samym wypierając organizację gminną w latach 1954–1972.
Gromadę Barszczewo z siedzibą GRN w Barszczewie utworzono – jako jedną z 8759 gromad – w powiecie białostockim w woj. białostockim, na mocy uchwały nr 11/V WRN w Białymstoku z dnia 4 października 1954. W skład jednostki weszły obszary dotychczasowych gromad Barszczewo, Czaplino, Oliszki, Ogrodniki, i Sienkiewicze, miejscowość Zaczerlany kolonie z dotychczasowej gromady Zaczerlany i miejscowość Gajowniki kolonie z dotychczasowej gromady Gajowniki ze zniesionej gminy Barszczewo oraz obszary dotychczasowych gromad Krupniki i Porosły ze zniesionej gminy Bacieczki w tymże powiecie. Dla gromady ustalono 14 członków gromadzkiej rady narodowej.
31 grudnia 1959 do gromady Barszczewo przyłączono wsie Kościuki, Ruszczany i Rogówek ze zniesionej gromady Rogowo.
1 stycznia 1969 do gromady Barszczewo przyłączono część obszaru zniesionej gromady Fasty (wsie Łyski i Jeroniki).
Gromada przetrwała do końca 1972 roku, czyli do kolejnej reformy gminnej.